# Amaurosis (película)
Amaurosis es una película costarricense ambientada en la provincia de Cartago. Amaurosis es una historia inspirada en hechos reales. Es una crítica a la idiosincrasia cartaginesa a través de una metáfora: la ceguera. Esta es la historia de los dilemas psicológicos y emocionales de un artista (Manuel) que perdió la vista en un accidente de tránsito y huye con su único familiar, un niño apodado Gatillo. Él con su entusiasmo y alegría buscará la forma de darle una esperanza de felicidad a Manuel, y con la ayuda de su nueva vecina Nela, emprenderán una aventura con un final inesperado que les cambiará la vida. 

Duración: 60:00
Género: Ficción
Idioma: Español
Guion y dirección: Wainer Méndez
Productora: Arajo Films
Fotografía: Randy Méndez Solano y Wainer Méndez
Música: Alejandro Jiménez, Atmósfera
Productora: Arajo Films.

Protagonistas: Manuel Jiménez, Emerson Méndez, Daniela Cerdas, Yolanda Solano, Alberto Cartín

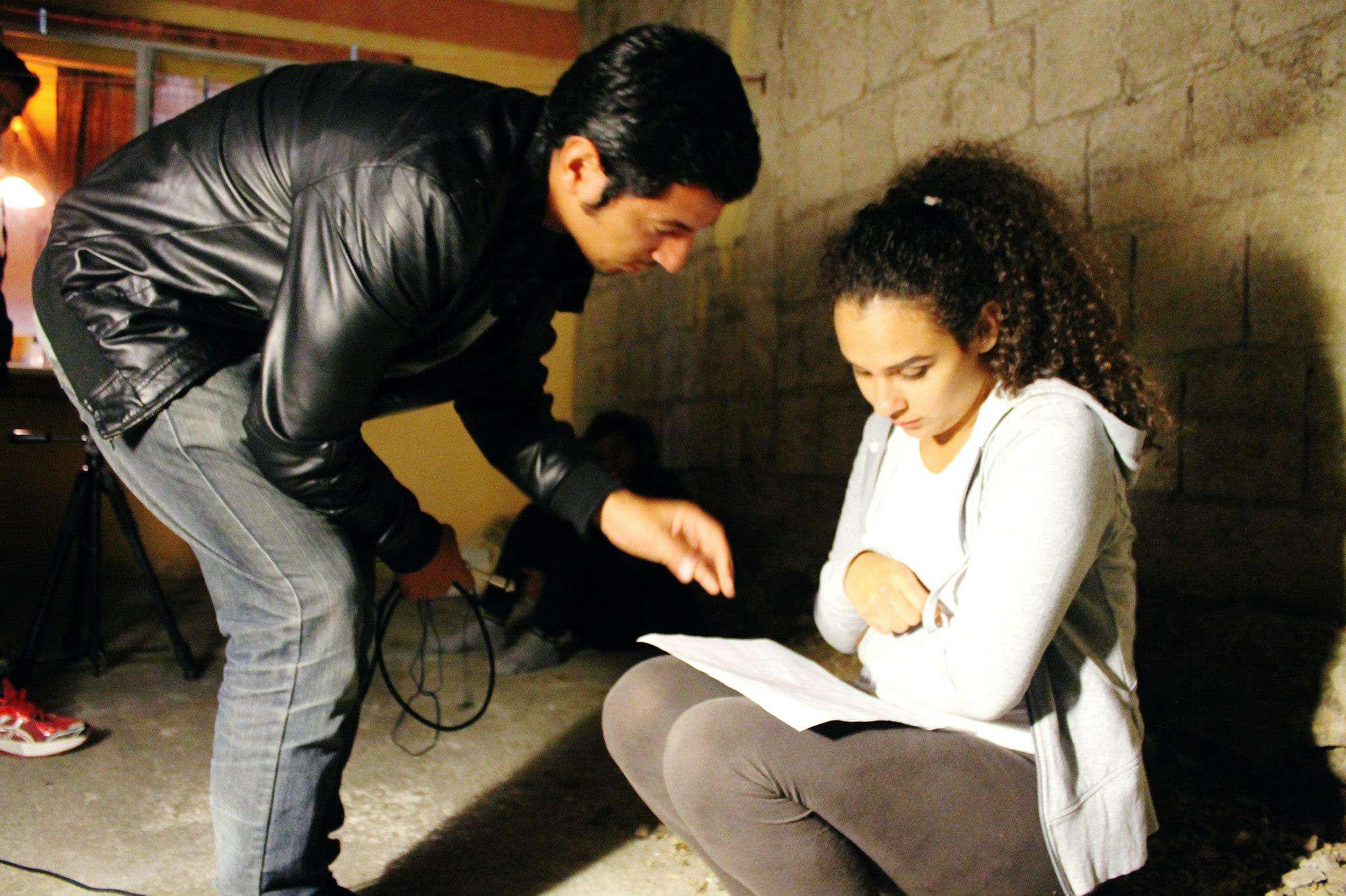
Grabaciones
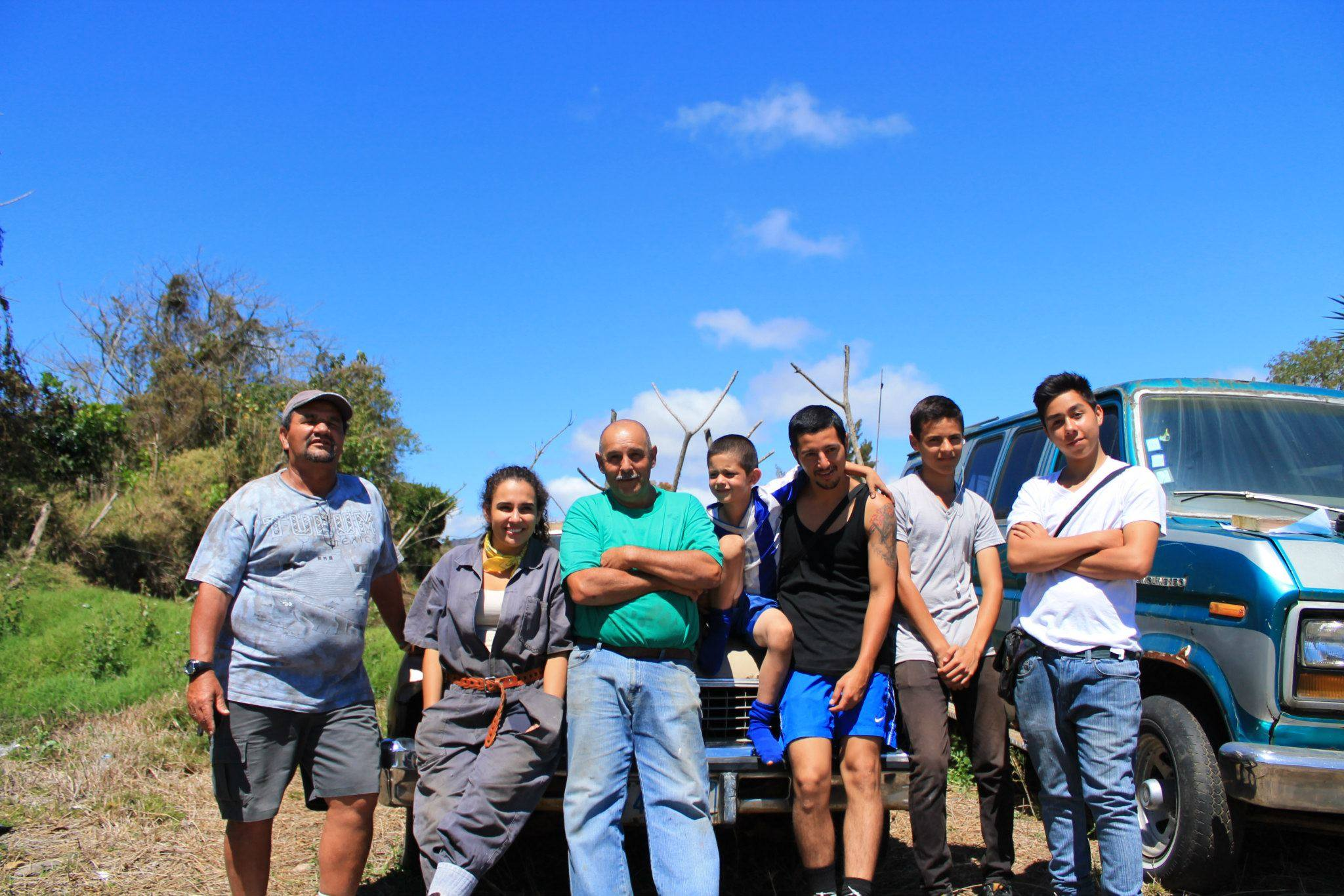
Parte del equipo de Amaurosis
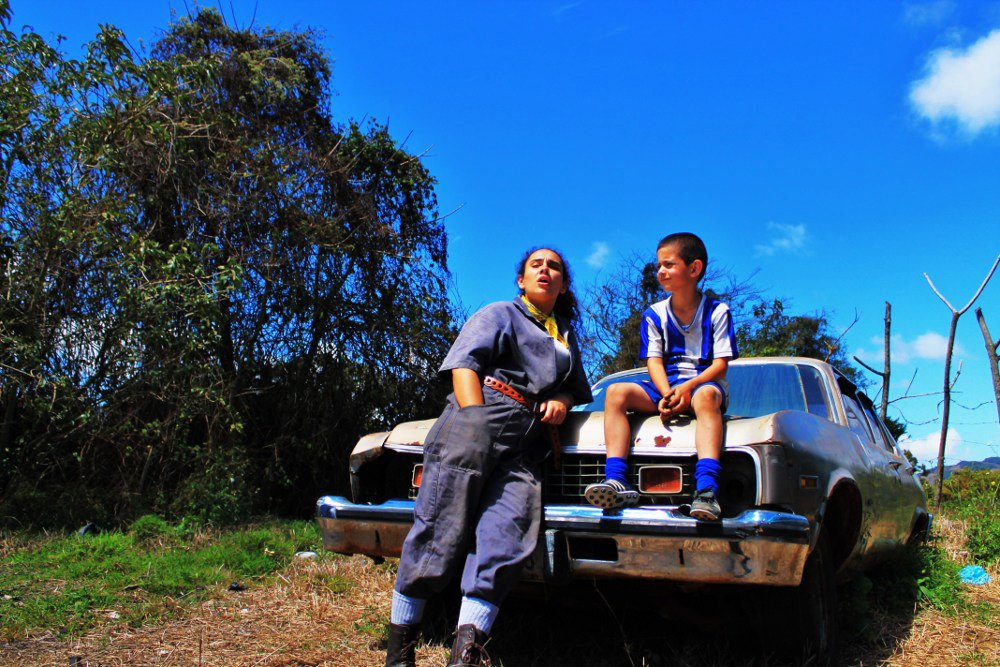
Nela y Gatillo